# José María Conget Ferruz
José María Conget Ferruz (Zaragoza, 1948) es un escritor español, premio de las Letras aragonesas en 2007.

## Biografía
José María Conget pasó su infancia, adolescencia y primera juventud en Zaragoza, en casa de su abuela y tía maternas, ya que sus padres vivían primero en Borja y después en Pamplona, donde el padre trabajaba como oficial en una notaría.
Estudia la primaria y el bachillerato en el colegio El Salvador, de los jesuitas. En 1970 se licencia en Filología Moderna en la Facultad de Filosofía y Letras de Zaragoza. En 1972 enseña durante un curso en un colegio de Glasgow y en 1974 pasará dos años en Lima, donde impartirá clases en la Universidad de San Marcos. En 1978 gana las oposiciones a profesor de Enseñanzas Medias y es destinado a Cádiz, ciudad en la que escribirá sus dos primeras novelas, siendo profesor en el Instituto de Enseñanzas Medias "Columela". Se traslada a Londres en 1984 como profesor en el Instituto Español Vicente Cañada Blanch. Entre 1991 y 1998 será responsable de actividades culturales del Instituto Cervantes de Nueva York, el mismo puesto que desempeñará después en París, entre 2001 y 2003. Entremedias, es profesor en el Instituto "Martínez Montañés" de Sevilla, ciudad a la que llegó en el año 1990 y en la que sigue viviendo. Se jubiló de la enseñanza en el 2008. Es colaborador regular en la prensa periódica de Andalucía y Aragón.
Desde 1972 está casado con Maribel Cruzado Soria, ensayista y traductora. El matrimonio tiene dos hijos, Rebeca y Miguel

## Obra literaria
Aunque externamente la producción literaria de José María Conget se pueda dividir en novelas largas, narraciones cortas y ensayos, se advierte una profunda unidad de temas y de estilo, sintetizada en las siguientes características:
- Autobiografismo. Explícita o implícitamente, la obra de Conget rebosa autobiografismo, ya se refiera a las ciudades en las que ha vivido (Zaragoza sobre todas, pero también Pamplona, Londres, Nueva York o París), a las aficiones que no le han abandonado desde la infancia (el cómic, el cine), las lecturas que le han guiado (la novela latinoamericana y también la norteamericana), las influencias familiares o las amistades.
- Sentimentalidad. Conget nos ofrece en sus relatos un catálogo de los usos amorosos de los españoles de la segunda mitad del siglo XX. El amor, los celos, el sexo son centros gravitatorios de sus novelas.
- Humor. Los textos de Conget rezuman humor e ironía. Los juegos de palabras y la parodia impregnan sus narraciones.
- Experimentalismo. Más acusado en sus primeras novelas, ese experimentalismo afecta tanto a las estructuras como a las voces narrativas, con una hábil alternancia de los registros lingüísticos elevados y los populares.
- Una cierta mirada sobre nuestra época. Aunque la novelística de Conget evita el análisis o la crítica política de forma abierta, de sus novelas se desprende una inequívoca reflexión sobre la sociedad española. De la época del franquismo nos describe la miseria de una educación autoritaria y la mediocridad de unas vidas regidas por prejuicios religiosos y sociales. En los inicios de la democracia se asiste a una esperanza regeneradora, que se va disolviendo primero en el desencanto y después en un escepticismo resignado o en un escapismo individualista.

## Premios
- Premio Cálamo (2005) por el volumen de relatos Bar de anarquistas
- Letras aragonesas (2007) por el conjunto de su obra
- Estado crítico (2009) por la reedición de la novela Todas las mujeres